# Castello dei Corvino
Il Castello dei Corvino (rumeno Castelul Huniazilor o Castelul Corvinilor, ungherese Vajdahunyad vára, tedesco Schloss Eisenmarkt) è un castello presso la città transilvana di Hunedoara, in Romania.
Sito sulla Collina di San Pietro, a dominio del fiume Zlaști, fino al 1541 rientrava nei domini del Regno d'Ungheria, per poi passare ai territori del Principato di Transilvania. Più insigne monumento gotico della Transilvania, si ritiene sia il luogo dove Vlad l'Impalatore venne tenuto prigioniero da Mattia Corvino per i sette anni successivi alla sua cattura nel 1462.

## Storia
Un primo castello venne eretto in questo luogo nel XIV secolo dai Vlaicu, che vi costruirono la loro residenza fortificata. Presentava delle mura poligonali che seguivano il dorso collinare.
Il castello, passato alla famiglia Hunyadi come dono dall'imperatore Sigismondo, venne massicciamente ristrutturato e ampliato. Giovanni Hunyadi intraprese la ricostruzione in due fasi, tra il 1446 e il 1453.
La struttura è chiaramente gotica, ma presenta anche molti elementi architettonici rinascimentali dovute al successore, suo figlio Mattia Corvino, che volle trasformarlo in una residenza principesca rinascimentale. Altre modifiche, lievi, furono apportate in epoca barocca da Gabriele Bethlen.

## Architettura
Il Castello Hunyad ha una massiccia struttura difensiva, un ponte levatoio e una corte interna, il tutto ingentilito da una notevole plasticità delle superfici (finestre, balconate, doccioni, ecc.). È stato costruito sopra una precedente fortificazione, che aveva sfruttato l'altopiano roccioso in aggetto sul fiume Zlaști.
Le ristrutturazioni volute da Giovanni Hunyadi fecero del maniero una dimora sontuosa. Vennero aggiunte torri, saloni e camere per gli ospiti. La galleria e il mastio (chiamato "Ne boisa" = Non avere paura), invariati dai tempi di Giovanni, e la Torre di Capestrano (dedicata al frate francescano amico del voivoda Giovanni) sono oggi gli elementi di spicco del complesso. Notevoli anche la Sala dei Cavalieri, la Torre Clava, il Bastione Bianco (l'antica dispensa fortificata), e la Sala della Dieta dalle pareti adorne di ritratti (vi si incontrano i potentati Matei Basarab di Valacchia, Vasile Lupu di Moldavia e molti altri). Nell'ala del castello, nota come "Mantello", si trova il dipinto del corvo che celebra il soprannome "Corvino" che accompagnò i discendenti di Giovanni Hunyadi, e il castello stesso.
Nella corte, accanto alla cappella costruita durante il regno di Vlad III di Valacchia, si trova un pozzo profondo 30 metri. La leggenda narra che venne scavato da dodici prigionieri turchi cui venne promessa la libertà se avessero trovato l'acqua nella pietra. Dopo quindici anni di scavi, gli sfortunati trovarono una fonte, ma non vennero ricompensati dai loro carcerieri, che invece posero accanto al pozzo una lapide con inciso Voi avete l'acqua ma non avete un'anima. Studiosi recenti hanno proposto invece la seguente traduzione Hasan, che visse schiavo dei giaour, scrisse questo nella fortezza vicino alla chiesa.

## Nei media
- Gameloft, produttore del videogioco di auto da corsa Asphalt 8: Airborne, nel corso dell'estate 2018 ha annunciato l'uscita di un aggiornamento, previsto per Halloween 2018, nel quale verrà introdotto un circuito ambientato nei dintorni del castello, che sarà visibile in lontananza sullo sfondo.[3]
- Il castello è servito come set per gli esterni del Monastero di Cârța (realmente esistente ma a oggi per la maggior parte in rovina) nel film horror soprannaturale del 2018 The Nun - La vocazione del male, quinto capitolo della  Saga di The Conjuring.[senza fonte]

## Galleria d'immagini

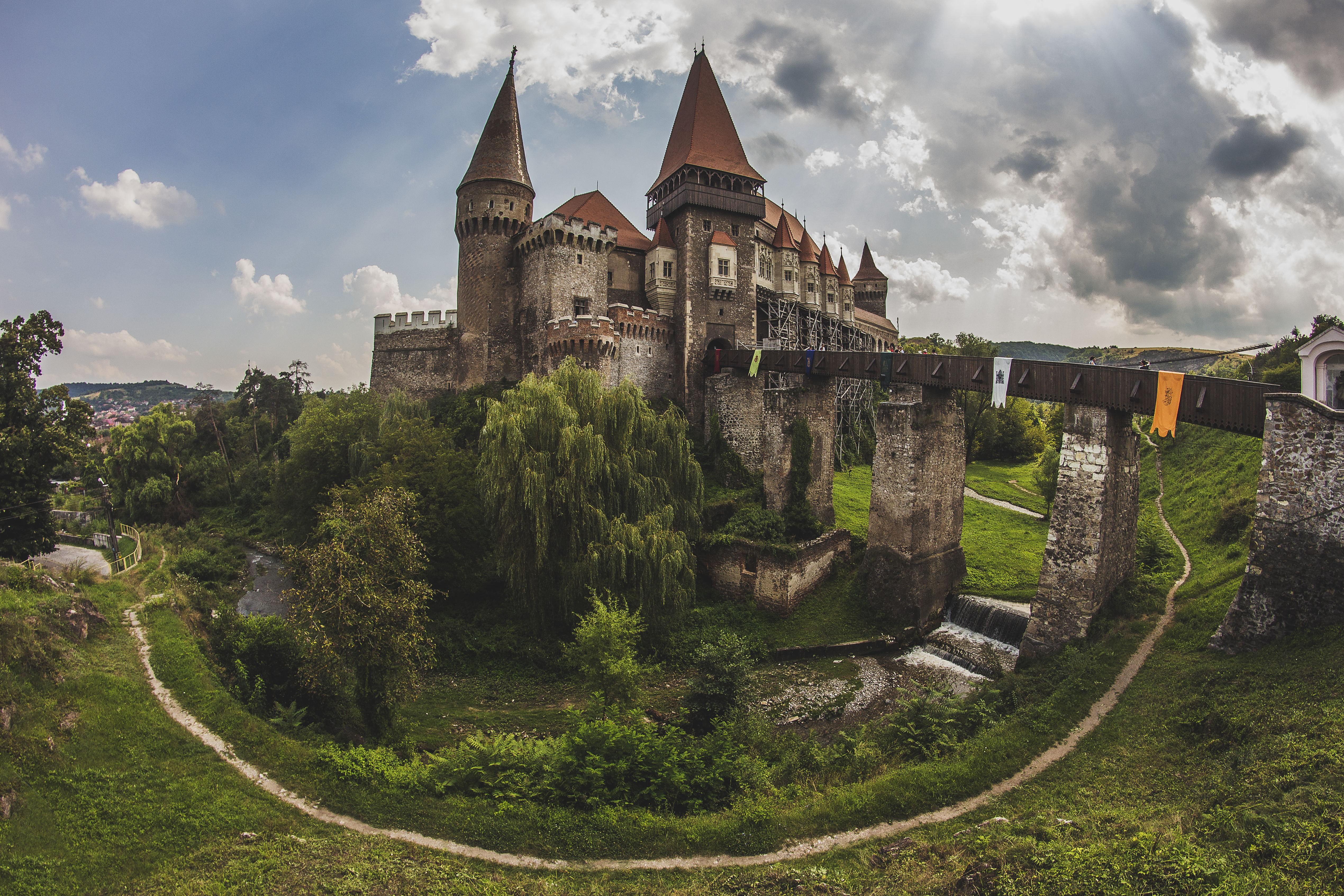
Vista completa
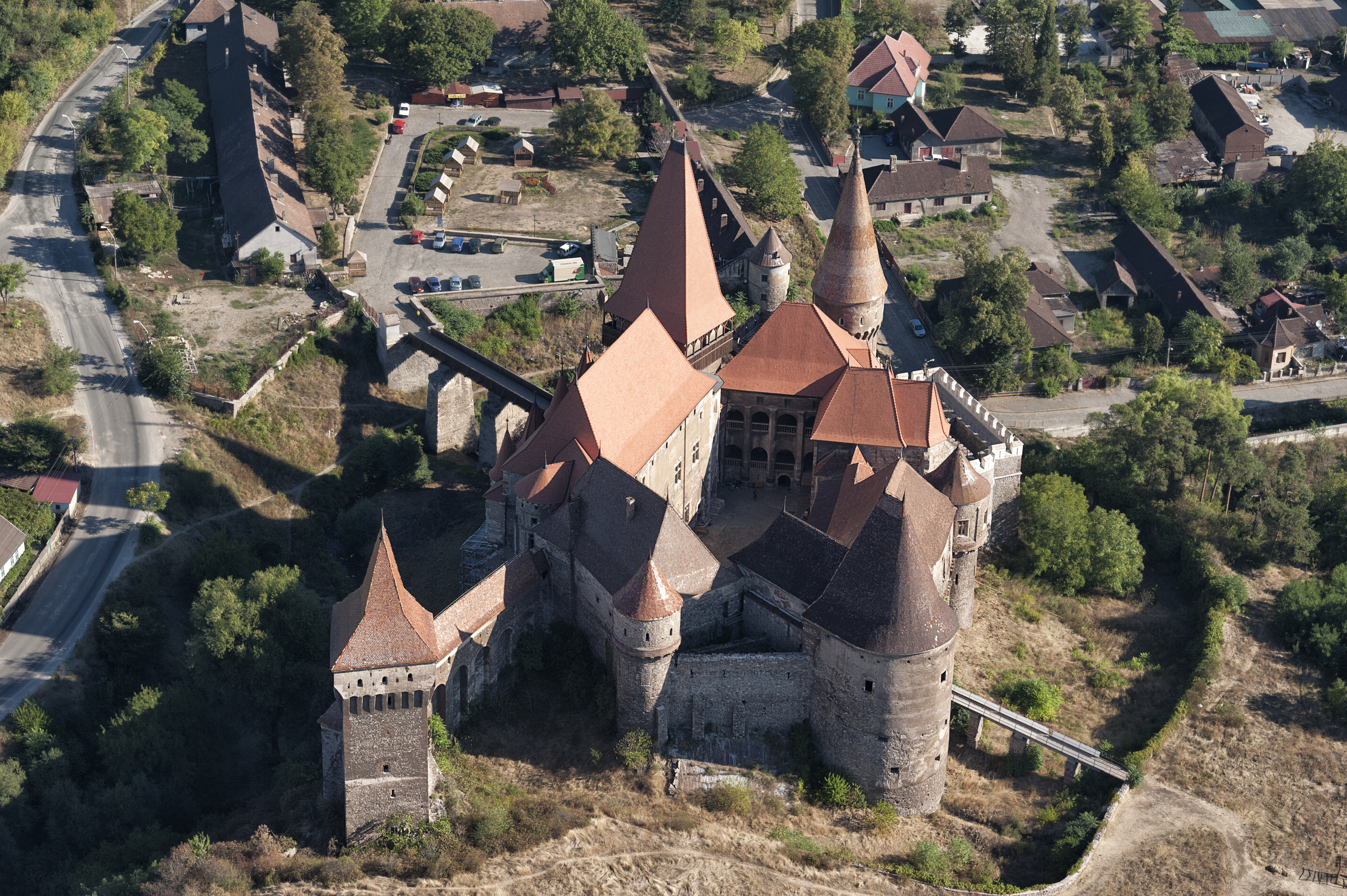
Veduta aerea
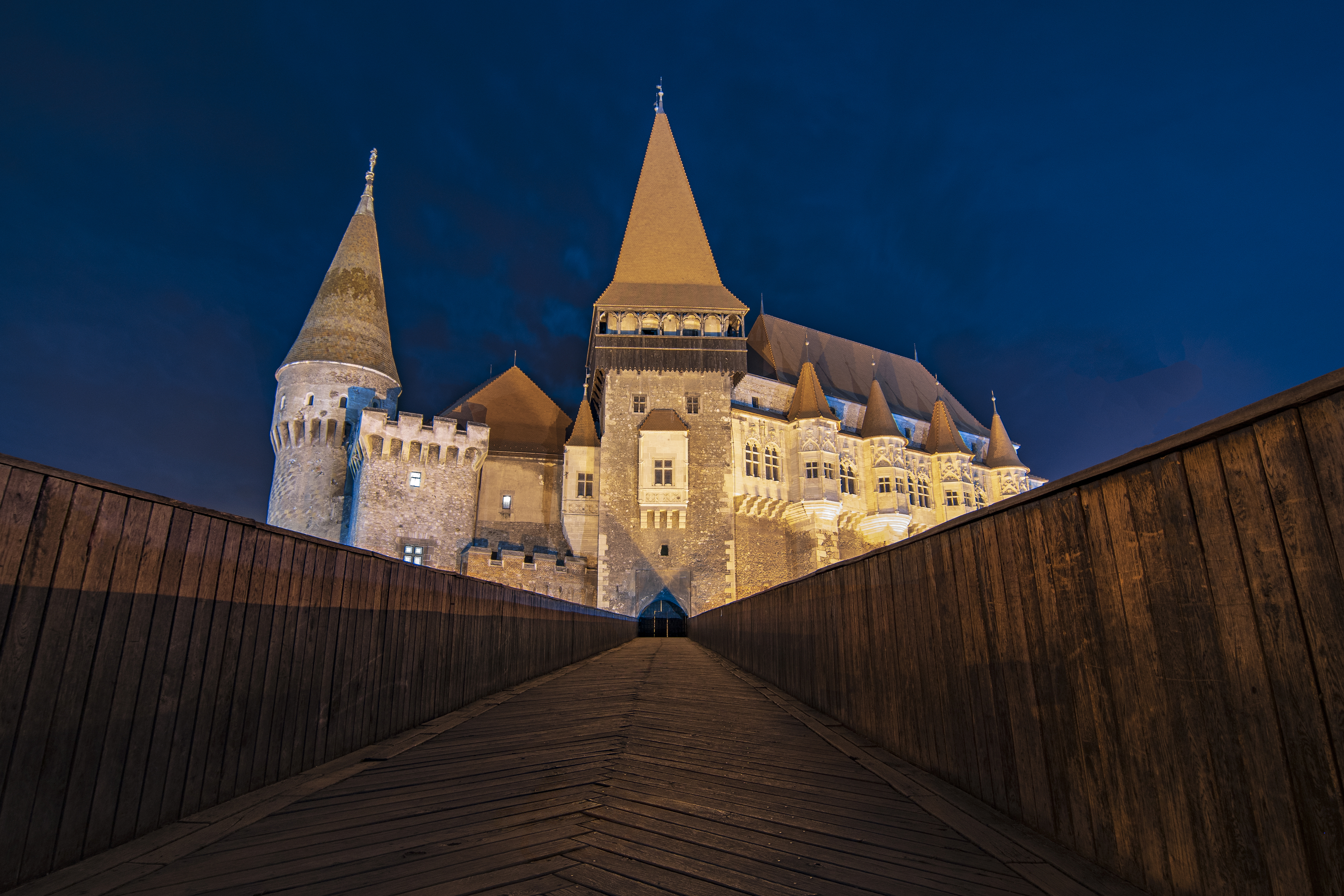
Accesso al castello
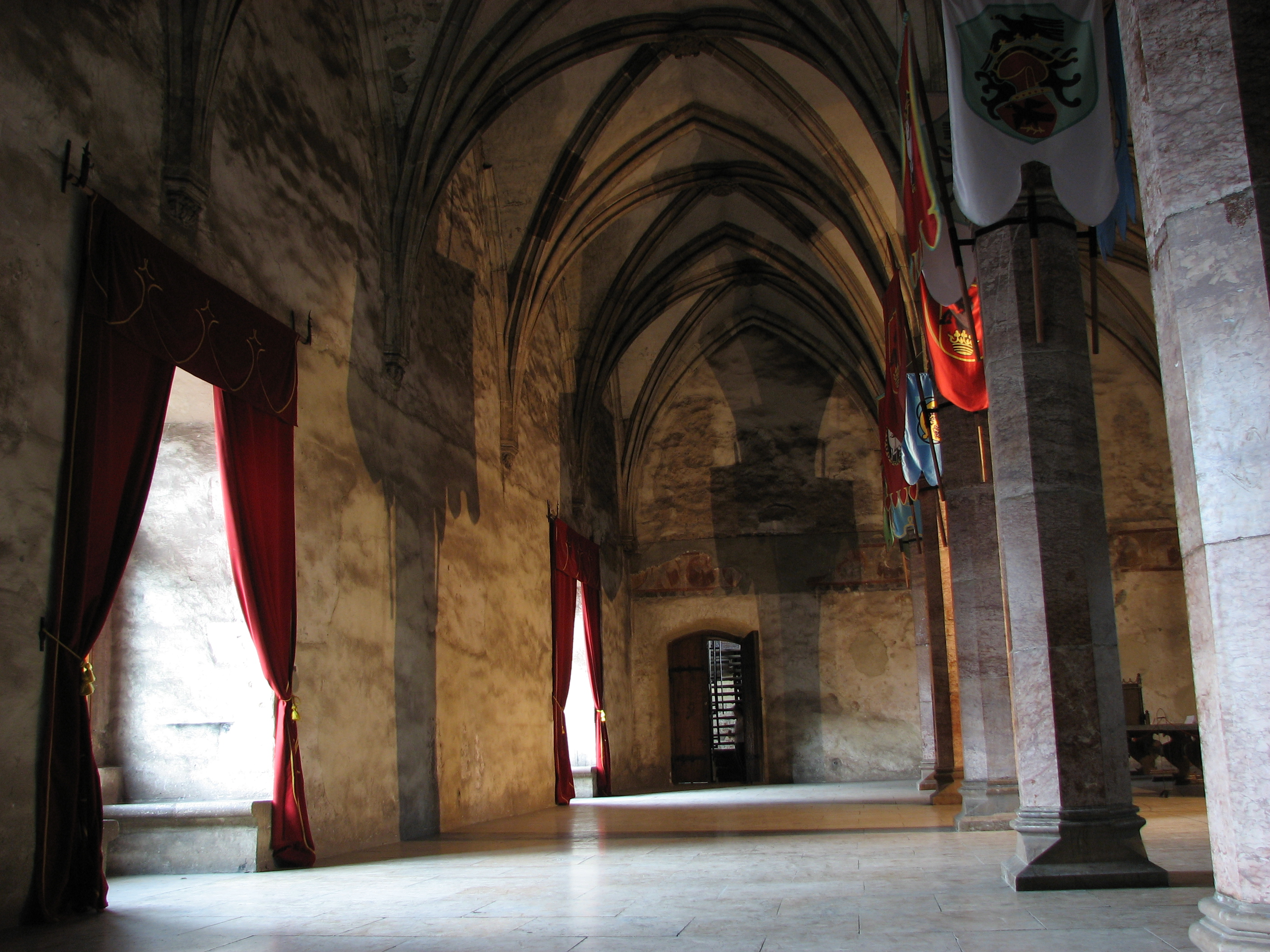
La sala di trono
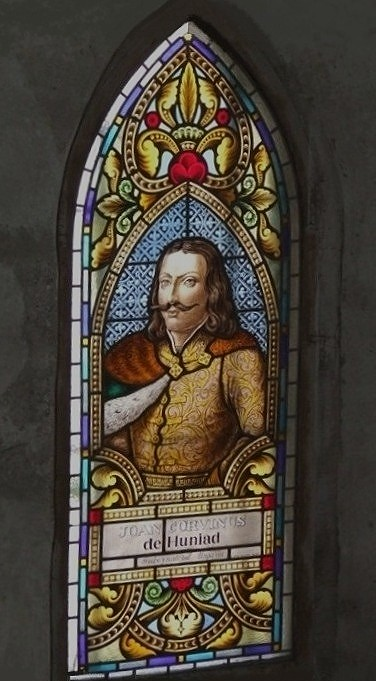
Una vetrata con ritratto di János Hunyadi
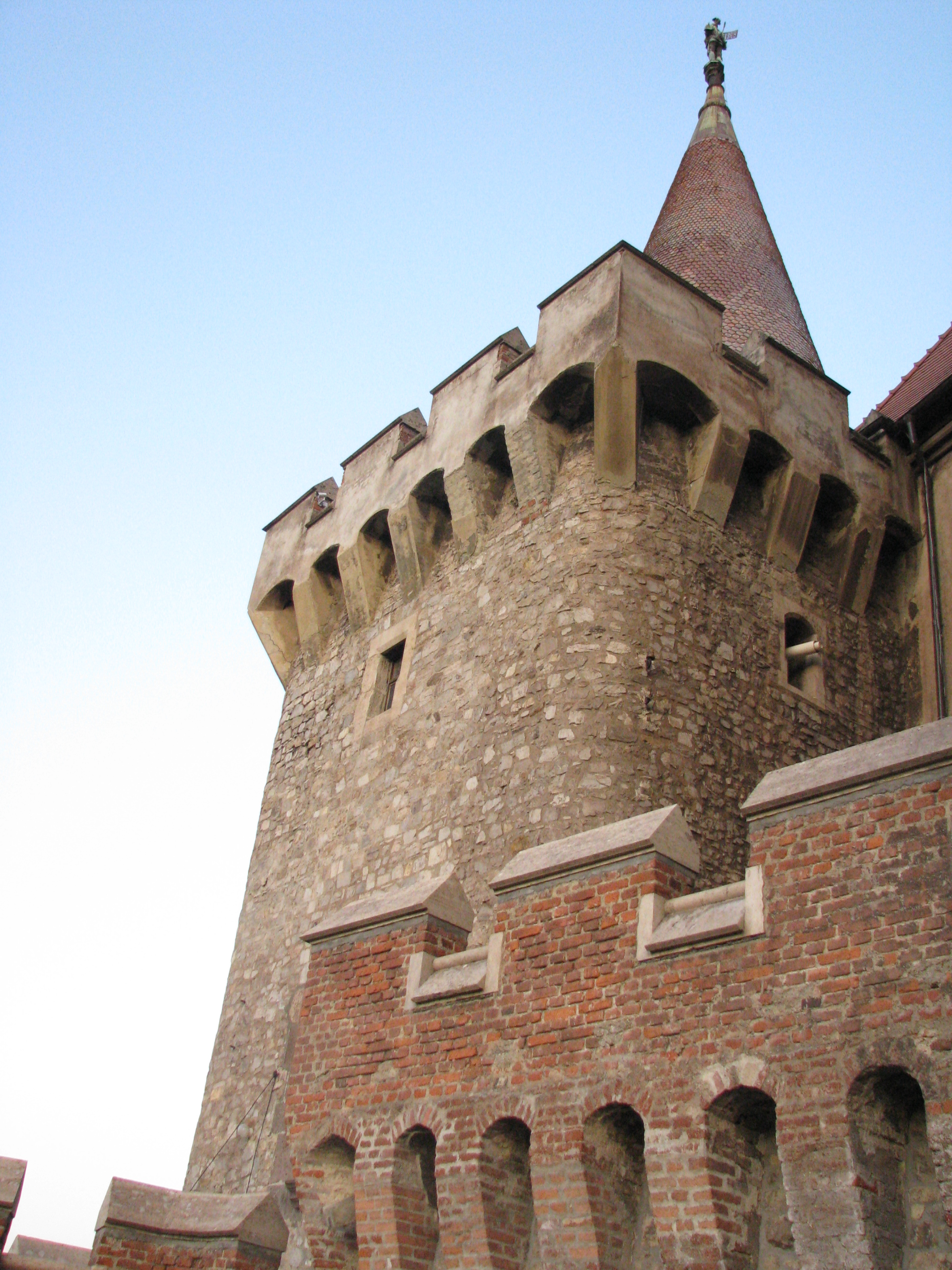
Una torre
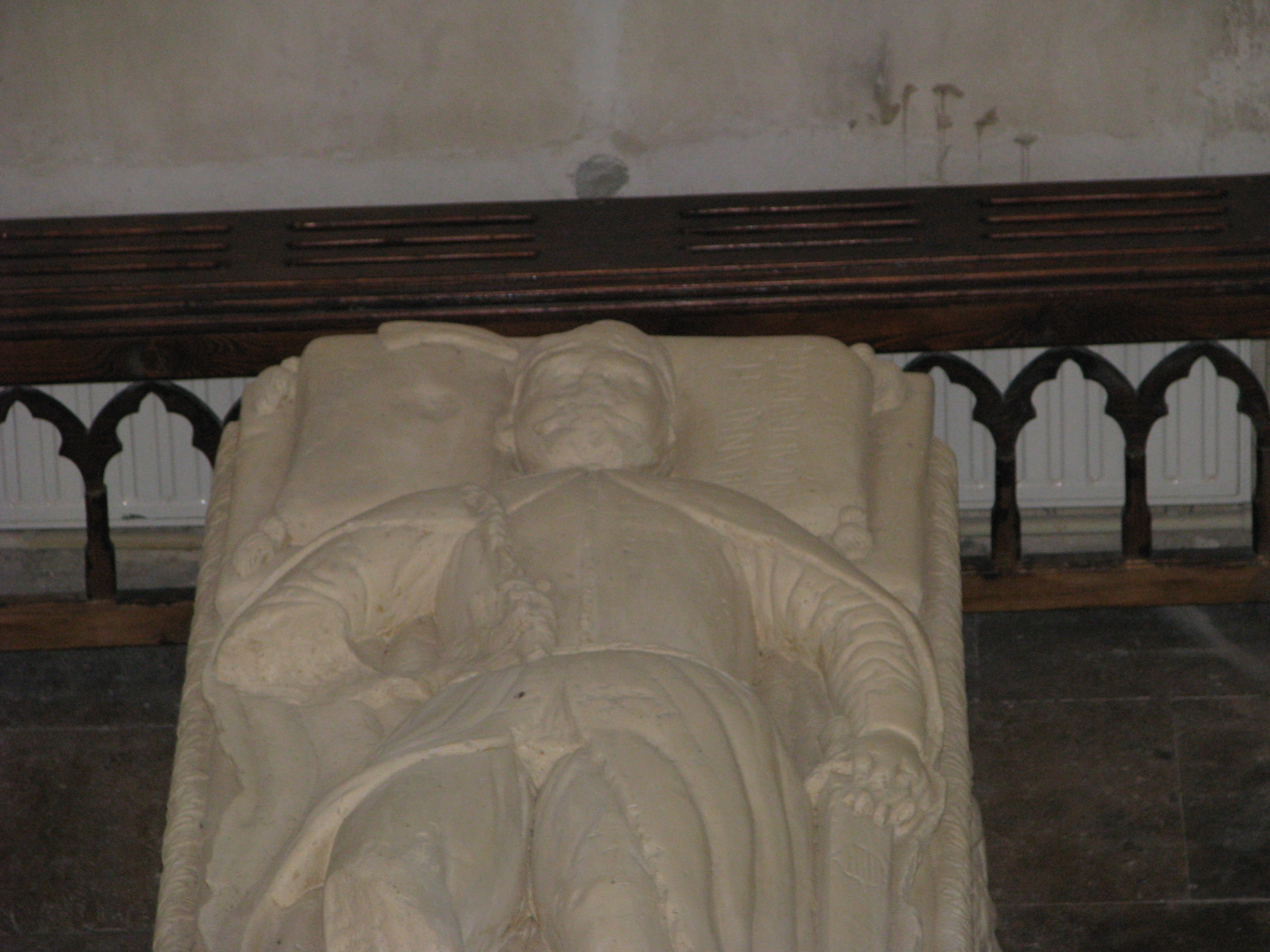
Una tomba
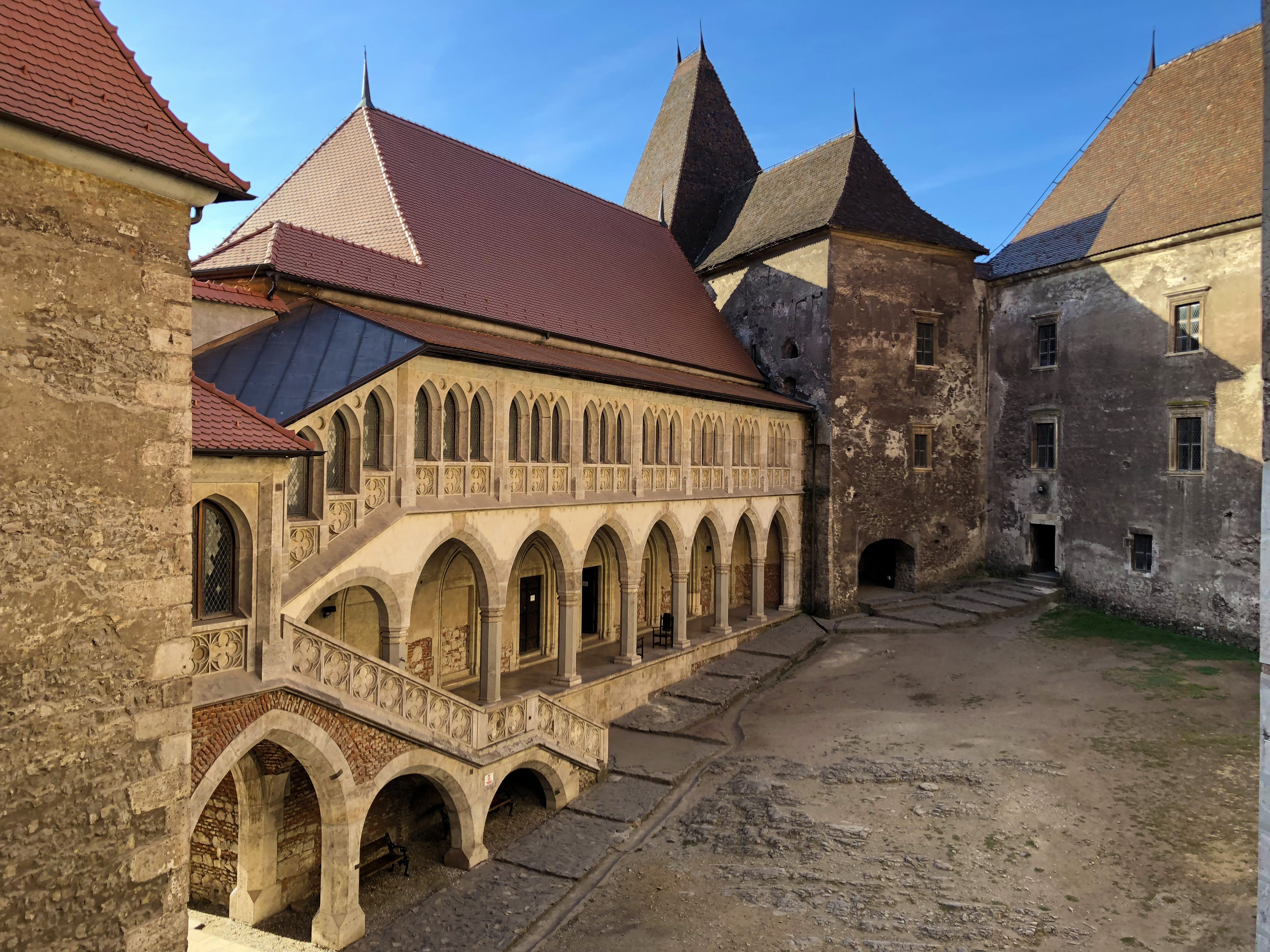
La loggia nella corte interna
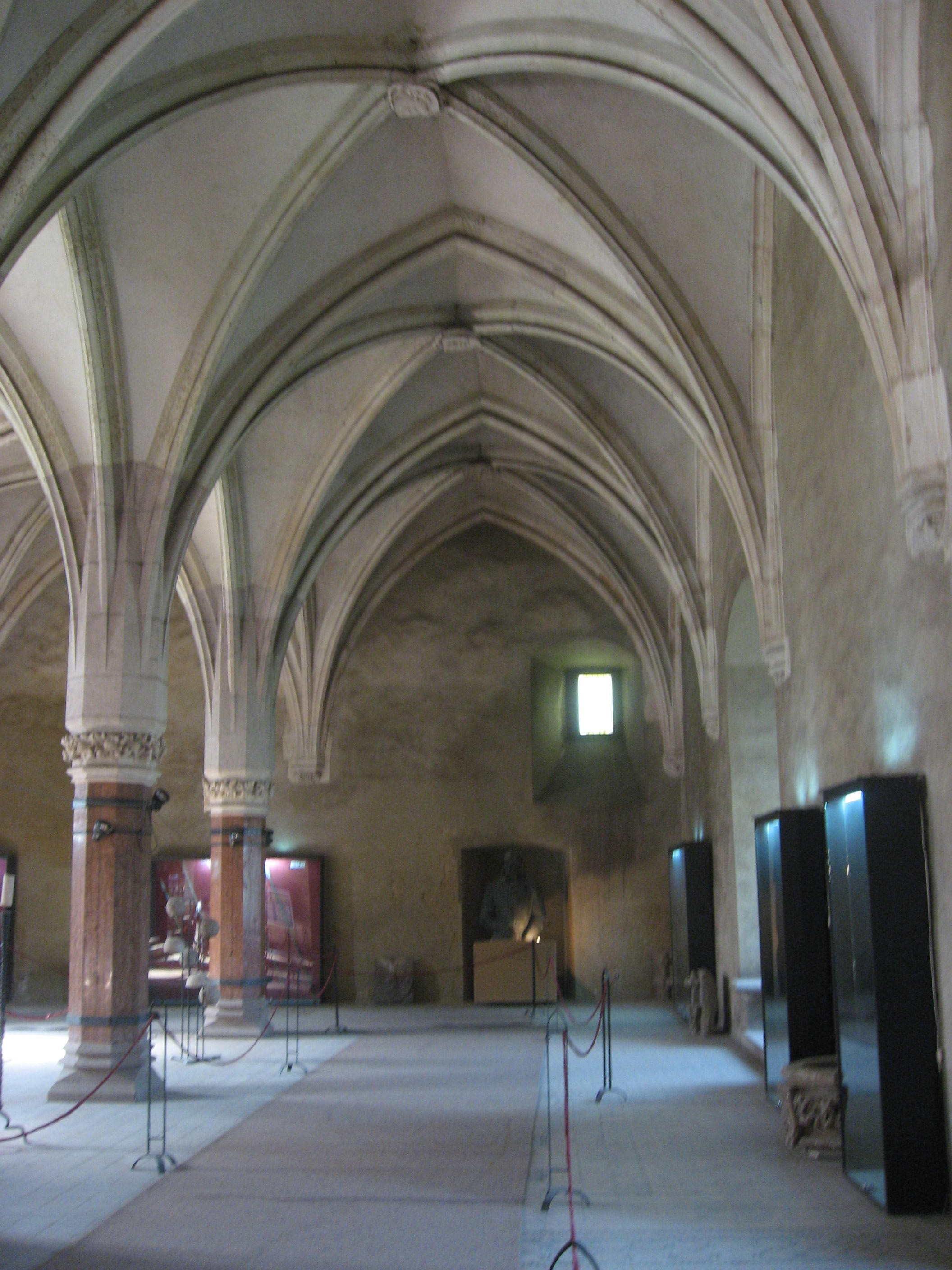
La Sala dei Cavalieri
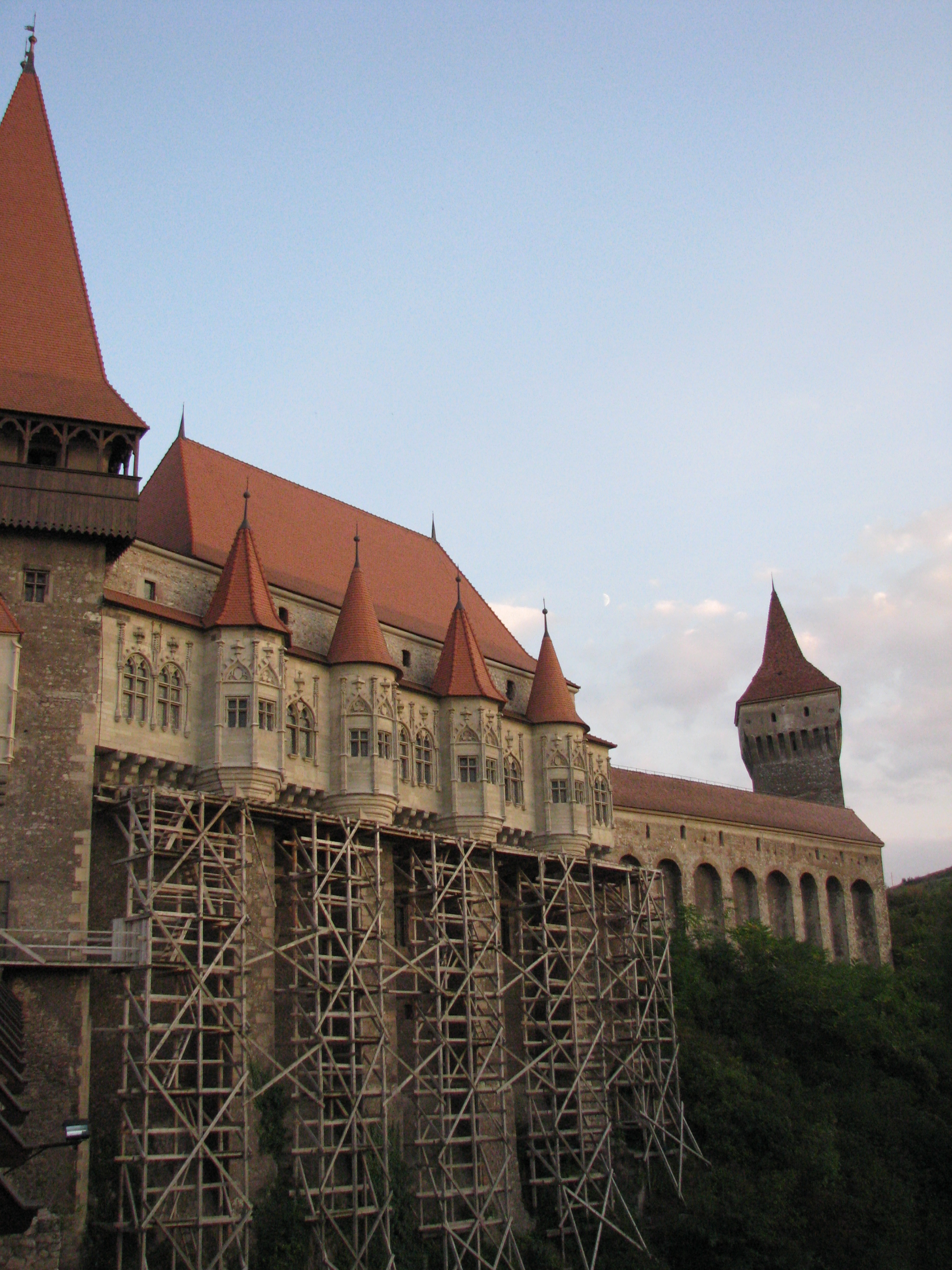
Palazzo con torri
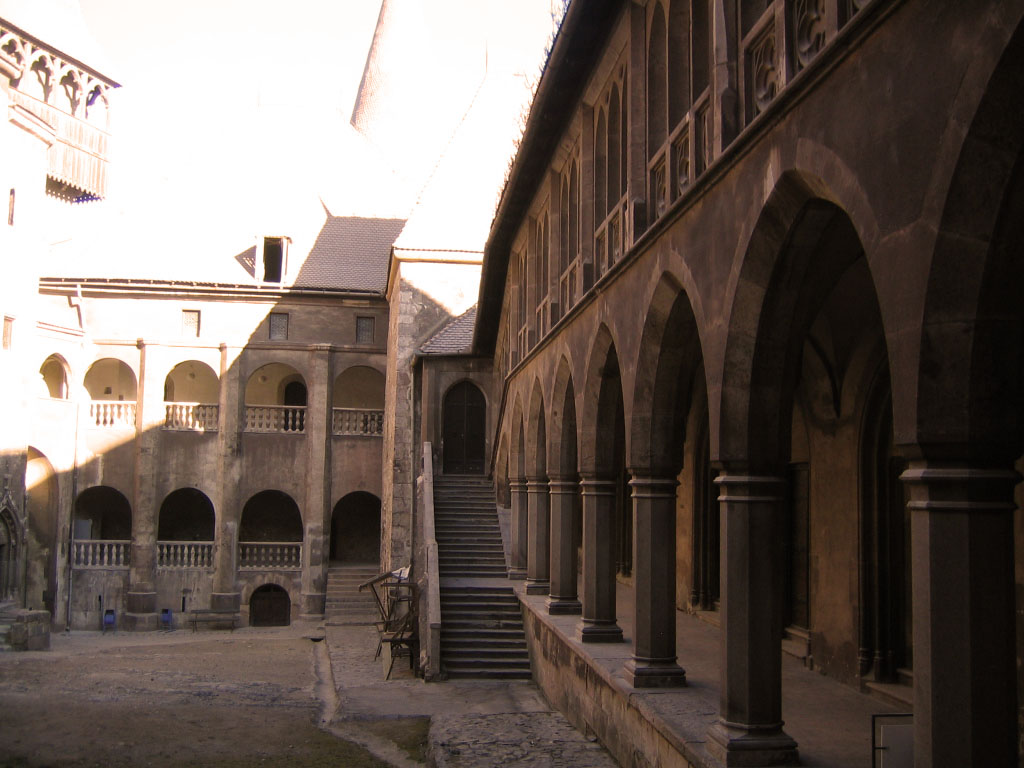
La loggia Mattia
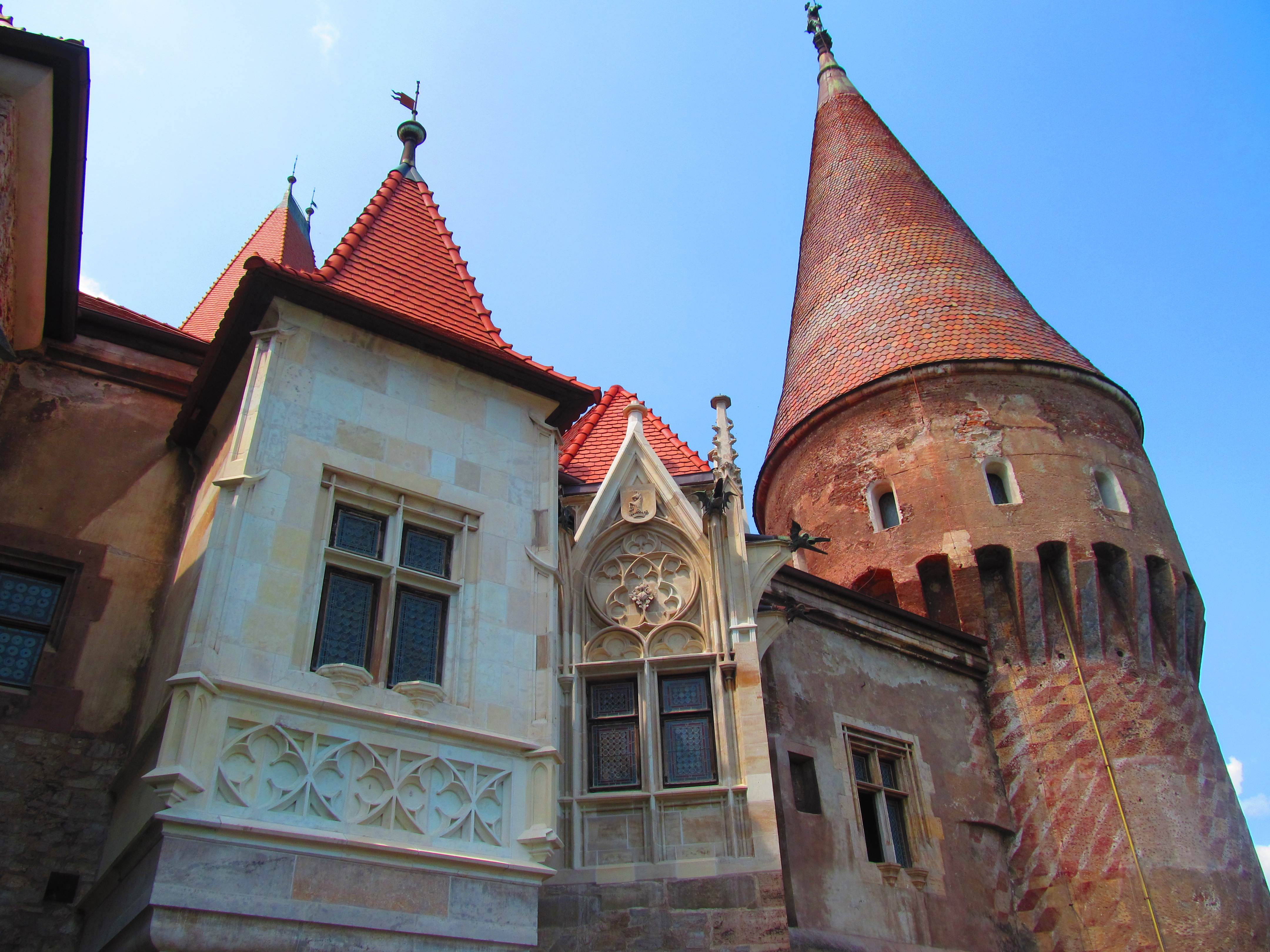
Particolare dell'esterno